# Ursa Majordwerg
De Ursa Majordwerg is een dwergsterrenstelsel en een lid van de lokale Groep van sterrenstelsels. Het staat op ongeveer 330.000 lichtjaar van ons af. Net als de Magelhaense wolken is het een satellietstelsel van de Melkweg.
Dit dwergstelsel werd in 2005 ontdekt door een groep astronomen van de Universiteit van New York na bestudering van fotografische platen van een gebied van de hemel in het sterrenbeeld Grote Beer.
De Ursa Majordwerg is een van de kleinste en minst massieve sterrenstelsels die bekend zijn, de gecombineerde absolute magnitude is -6,75, minder lichtsterk dan felste individuele sterren in de Melkweg. Zoals sommige andere dwergstelsels is de Ursa Majordwerg arm aan elementen zwaarder dan Helium.

## Bron
- (en)  Ursa Majordwerg in SIMBAD
- artikel in Astronomy (Engelstalig)
- Ursa Majordwerg op de NASA/IPAC Extragalactic Database